# Raideur (finance)
Pour les articles homonymes, voir Raideur.
Un raideur vient de l'anglais raider, et se traduit par le mot "pilleur", s'attaquant à des sociétés afin d'en prendre le contrôle, en comparaison aux prédateurs s'attaquant à leurs proies.

## Actions desraiders
Les raiders (ou raideurs) sont des traders spécialistes dans les OPA hostiles.
Leur action est majoritairement à but spéculatif, choisissant des firmes (conglomérats le plus souvent) sous-évaluées en bourse et vulnérables, c'est-à-dire ne possédant pas un éventuel chevalier blanc lui permettant de juguler l'attaque.
Si l'OPA hostile réussit, le raider peut revendre ses actions (celles-ci ayant augmenté), et, ayant pris le contrôle de la firme en question, peut la revendre en plusieurs filiales.

## Raiders célèbres
- George Soros
- Carl Icahn
- Michael Milken
- Vincent Bolloré[1],[2],[3]